# Người lính vô danh (truyện dài)
Những cuộc phiêu lưu của Krosha 3 (tiếng Nga: Приключения Кроша 3), hay Người lính vô danh (tiếng Nga: Неизвестный солдат) là phần tiếp theo của cuốn truyện Kỳ nghỉ hè của Krosha, ra đời năm 1970.

## Chuyển thể
- Người lính vô danh (phim, 1984)